# Ecnomus alkmaion
Ecnomus alkmaion is een schietmot uit de familie Ecnomidae. De soort komt voor in het Oriëntaals gebied.